# Manilkara inundata
Manilkara inundata là một loài thực vật có hoa trong họ Hồng xiêm. Loài này được (Ducke) Ducke mô tả khoa học đầu tiên năm 1942.